# Benidorm Fest 2025
La quarta edizione del Benidorm Fest si è svolta dal 28 gennaio al 1º febbraio 2025 presso il Palau Municipal d'Esports l'Illa di Benidorm e selezionerà il rappresentante della Spagna all'Eurovision Song Contest 2025 a Basilea, in Svizzera.
La vincitrice è stata Melody con Esa diva.

## Organizzazione
L'8 maggio 2024 l'emittente Radiotelevisión Española (RTVE) ha confermato la partecipazione della Spagna all'Eurovision Song Contest 2025, annunciando inoltre l'organizzazione della quarta edizione del Benidorm Fest per selezionare il proprio rappresentante.
Il successivo 20 maggio l'emittente ha dato la possibilità agli aspiranti partecipanti di inviare i propri brani entro il 10 ottobre dello stesso anno, con la condizione che le canzoni fossero principalmente scritte in lingua spagnola o in una delle sue lingue co-ufficiali e che gli artisti partecipanti fossero cittadini spagnoli.
L'8 luglio 2024 sono stati resi noti tutti i dettagli relativi all'evento. Il concorso si articolerà in tre serate: le due semifinali, da 8 partecipanti ciascuna, si svolgeranno il 28 e il 30 gennaio 2025, mentre la finale, che vedrà la partecipazione degli 8 concorrenti rimasti in gara, avrà luogo il successivo 1º febbraio. Diversamente dalle edizioni precedenti, in cui era presente una giuria demoscopica, in quest'edizione il pubblico è stato rappresentato dal televoto e dal voto tramite l'app di RTVE Play; a questi si aggiunge il giudizio di una giuria internazionale, con il risultato finale stabilito dalla combinazione dei punteggi delle diverse componenti. Inoltre, per la prima volta nella storia del Benidorm Fest, i risultati delle semifinali sono stati rivelati solo dopo lo svolgimento della serata finale.

### Giuria
La giuria sarà composta da:
- Roberto Santamaría, direttore di RNE;
- Javier Llano, responsabile della programmazione musicale di Cadena 100;
- Jaime Acero, produttore musicale e direttore dei contenuti di TelevisaUnivision;
- Claudia Orellana, direttrice e fondatrice di Son Buenos;
- Maja Tokić, produttrice esecutiva del Dora;
- Mariangela Borneo, responsabile per le relazioni internazionali per conto della Rai e capodelegazione dell'Italia all'Eurovision Song Contest;
- Twan van de Nieuwenhuijzen, responsabile degli eventi musicali per conto della NPO;
- Oksana Skybins'ka, capodelegazione dell'Ucraina all'Eurovision Song Contest.

## Partecipanti
RTVE ha selezionato i 16 partecipanti fra le oltre 1000 proposte ricevute, annunciati il 12 novembre 2024, mentre i rispettivi brani sono stati pubblicati il successivo 18 dicembre.
La data di presentazione degli artisti e i titoli dei brani selezionati era stata fissata per il 7 novembre 2024; tuttavia, in seguito ai disastri causati dall'alluvione DANA nella Comunità Valenciana, nella Castiglia-La Mancia e in Andalusia, l'annuncio è stato posticipato di cinque giorni.
| Artista          | Titolo                 | Lingua             | Compositori |
| ---------------- | ---------------------- | ------------------ | --- |
| Carla Frigo      | Bésame                 | Spagnolo, inglese  | Carla Frigola, Amanda Castillo, Benjamín García                                                                         |
| Celine Van Heel  | La casa                | Spagnolo           | Alfred García Castillo, Celine Van Heel, Pol Álvarez                                                                    |
| Chica Sobresalto | Mala feminista         | Spagnolo           | Maialen Gurbindo López                                                                                                  |
| Daniela Blasco   | Uh nana                | Spagnolo           | Daniela Blasco Díaz Estébanez, Félix Joan Muñiz Prat, Carlos José Montado Cruz, Óscar Campos Gutiérrez                  |
| David Alonso     | Amor barato            | Spagnolo           | Luis Vicente Ramiro, Alejandro Martínez Valderrama                                                                      |
| DeTeresa         | La pena                | Spagnolo           | Inés Ramos de Teresa, Verónica Veranur Aguirre Díaz de Bustamante                                                       |
| Henry Semler     | No lo ves              | Spagnolo           | Henry Lardner Semler, José Bernabé Ponsoda                                                                              |
| J Kbello         | VIP                    | Spagnolo           | Jesús Cabello, Ricardo Furiati, Dangelo Ortega, María Parrado, José Otero                                               |
| K!ngdom          | Me gustas tú           | Spagnolo           | Andrea Rada de Luís, Jorge Gomis Marín, Iván Ramírez Hernández                                                          |
| Kuve             | Loca xti               | Spagnolo           | Maryan Frutos, Juan Sueiro                                                                                              |
| Lachispa         | Hartita de llorar      | Spagnolo           | Claudia Gómez Galindo, Eduardo Figueroa Espadas, Alejandro Páez Lou, Juan Diego Lazo Gonzales, Silvia Expósito Mansilla |
| Lucas Bun        | Te escribo en el cielo | Spagnolo           | Lucas Bondia, Luis García Ollés, Pau Aymí                                                                               |
| Mawot            | Raggio di sole         | Spagnolo, italiano | Roberto Comins Cubertorer                                                                                               |
| Mel Ömana        | I'm the Queen          | Spagnolo, inglese  | Alejandro Martínez Valderrama, Álex Capdevila, María Melodía Pérez Castillo                                             |
| Melody           | Esa diva               | Spagnolo           | Alberto Fuentes Lorite, Joy Deb, Juan Manuel Suerio, Melodía Ruiz Gutiérrez, Peter Boström, Thomas G:son                |
| Sonia y Selena   | Reinas                 | Spagnolo           | Lorenzo "Mark Dasousa" Giner Puchol, Arturo Martínez Marzo                                                              |

## Semifinali
Le semifinali si sono svolte in due serate, il 28 ed il 30 gennaio 2025, e hanno visto 8 partecipanti ciascuna per i 4 posti per puntata destinati alla finale. La divisione delle semifinali è stata resa nota il 15 gennaio 2025, mentre l'ordine d'esibizione sono stati resi noti il successivo 27 gennaio.

### Prima semifinale
La prima semifinale si è tenuta il 28 gennaio 2025 presso il Palau Municipal d'Esports l'Illa di Benidorm. L'ordine d'esibizione è stato reso noto il 27 gennaio 2025.
Durante la serata si sono esibiti come ospiti Edurne, rappresentante della Spagna all'Eurovision Song Contest 2015, che si è esibita con Mírame e le Ginebras si sono esibite con Ansiedad durante il conteggio dei voti.
Ad accedere alla finale sono stati Kuve, Lucas Bun, Lachispa e Daniela Blasco.
| # | Artista          | Titolo                 | Giuria | Televoto | Totale | Posizione |
| - | ---------------- | ---------------------- | ------ | -------- | ------ | --------- |
| 1 | Kuve             | Loca xti               | 65     | 56       | 121    | 3         |
| 2 | David Alonso     | Amor barato            | 33     | 32       | 55     | 8         |
| 3 | Chica Sobresalto | Mala feminista         | 50     | 50       | 100    | 5         |
| 4 | K!ngdom          | Me gustas tú           | 29     | 44       | 73     | 7         |
| 5 | Lucas Bun        | Te escribo en el cielo | 64     | 40       | 104    | 4         |
| 6 | Sonia y Selena   | Reinas                 | 31     | 60       | 91     | 6         |
| 7 | Lachispa         | Hartita de llorar      | 83     | 70       | 153    | 2         |
| 8 | Daniela Blasco   | Uh nana                | 77     | 80       | 157    | 1         |

### Seconda semifinale
La seconda semifinale si è tenuta il 30 gennaio 2025 presso il Palau Municipal d'Esports l'Illa di Benidorm. L'ordine d'esibizione è stato reso noto il 27 gennaio 2025.
La serata è stata aperta da Chenoa che si è esibita con un medley di En tu cruz me clavaste, Atrevete e Cuando tu vas. Ruth Lorenzo, presentatrice dell'evento, si esibita nell'intervallo con il suo nuovo inedito Dirty Love, mentre Isabel Aaiún, seconda ospite della serata si è esibita durante il conteggio dei voti con il brano Potra salvaje.
Ad accedere alla finale sono stati Mel Ömana, J Kbello, Mawot e Melody.
| # | Artista         | Titolo         | Giuria | Televoto | Totale | Posizione |
| - | --------------- | -------------- | ------ | -------- | ------ | --------- |
| 1 | Mel Ömana       | I'm the Queen  | 90     | 70       | 160    | 1         |
| 2 | Henry Semler    | No lo ves      | 50     | 32       | 82     | 7         |
| 3 | DeTeresa        | La pena        | 22     | 60       | 82     | 6         |
| 4 | J Kbello        | VIP            | 65     | 56       | 121    | 3         |
| 5 | Carla Frigo     | Bésame         | 37     | 50       | 87     | 5         |
| 6 | Mawot           | Raggio di sole | 54     | 44       | 98     | 4         |
| 7 | Celine Van Heel | La casa        | 36     | 40       | 76     | 8         |
| 8 | Melody          | Esa diva       | 78     | 80       | 158    | 2         |

## Finale
La finale si è tenuta il 1º febbraio 2024 presso il Palau Municipal d'Esports l'Illa di Benidorm. L'ordine d'esibizione è stato reso noto il 31 gennaio 2025.
I Nebulossa, vincitori dell'edizione precedente e rappresentanti della Spagna all'Eurovision Song Contest 2024, hanno aperto la serata con Zorra, brano vincitore dell'edizione precedente. Gli Amaral, secondi ospiti della serata, si sono esibiti con un medley di Marta, Sebas, Guille y los demás, El universo sobre mí e Dolce Vita durante l'intervallo, mentre Rigoberta Bandini, si è esibita durante il conteggio dei voti con Kaiman.
A vincere il voto della giuria internazionale e il televoto sono stati rispettivamente J Kbello e Melody; una volta sommati i punteggi, Melody è stata proclamata vincitrice avendo ottenuto più punti dalla giuria internazionale, contro quelli di J Kbello ricevuti dal televoto.
| # | Artista        | Titolo                 | Giuria | Televoto | Totale | Posizione |
| - | -------------- | ---------------------- | ------ | -------- | ------ | --------- |
| 1 | Daniela Blasco | Uh nana                | 71     | 70       | 141    | 2         |
| 2 | Kuve           | Loca xti               | 52     | 44       | 96     | 6         |
| 3 | Mawot          | Raggio di sole         | 18     | 40       | 58     | 8         |
| 4 | Lachispa       | Hartita de llorar      | 48     | 50       | 98     | 5         |
| 5 | Mel Ömana      | I'm the Queen          | 61     | 56       | 117    | 4         |
| 6 | J Kbello       | VIP                    | 74     | 60       | 134    | 3         |
| 7 | Lucas Bun      | Te escribo en el cielo | 38     | 32       | 70     | 7         |
| 8 | Melody         | Esa diva               | 70     | 80       | 150    | 1         |

## Ascolti
| Puntata    | Messa in onda    | Telespettatori | Share | Note   |
| ---------- | ---------------- | -------------- | ----- | ------ |
| Semifinali | 28 gennaio 2025  | 1 215 000      | 13,1% | [ 16 ] |
| Semifinali | 30 gennaio 2025  | 1 030 000      | 11,7% | [ 17 ] |
| Finale     | 1º febbraio 2025 | 1 938 000      | 17,1% | [ 18 ] |
| Media      | Media            | 1 394 000      | 13,9% |        |